# Esquivias
Esquivias település Spanyolországban, Toledo tartományban. Esquivias Seseña, Borox, Numancia de la Sagra, Yeles, Torrejón de Velasco és Valdemoro községekkel határos. Lakosainak száma 5832 fő (2024).

## Népesség
A település népessége az utóbbi években az alábbiak szerint változott:
| Lakosok száma | 3848 | 4379 | 4900 | 5262 | 5507 | 5432 | 5378 | 5549 | 5740 | 5832 |
|               | 2001 | 2004 | 2007 | 2009 | 2012 | 2014 | 2017 | 2019 | 2022 | 2024 |